# 馬希納 (馬里)

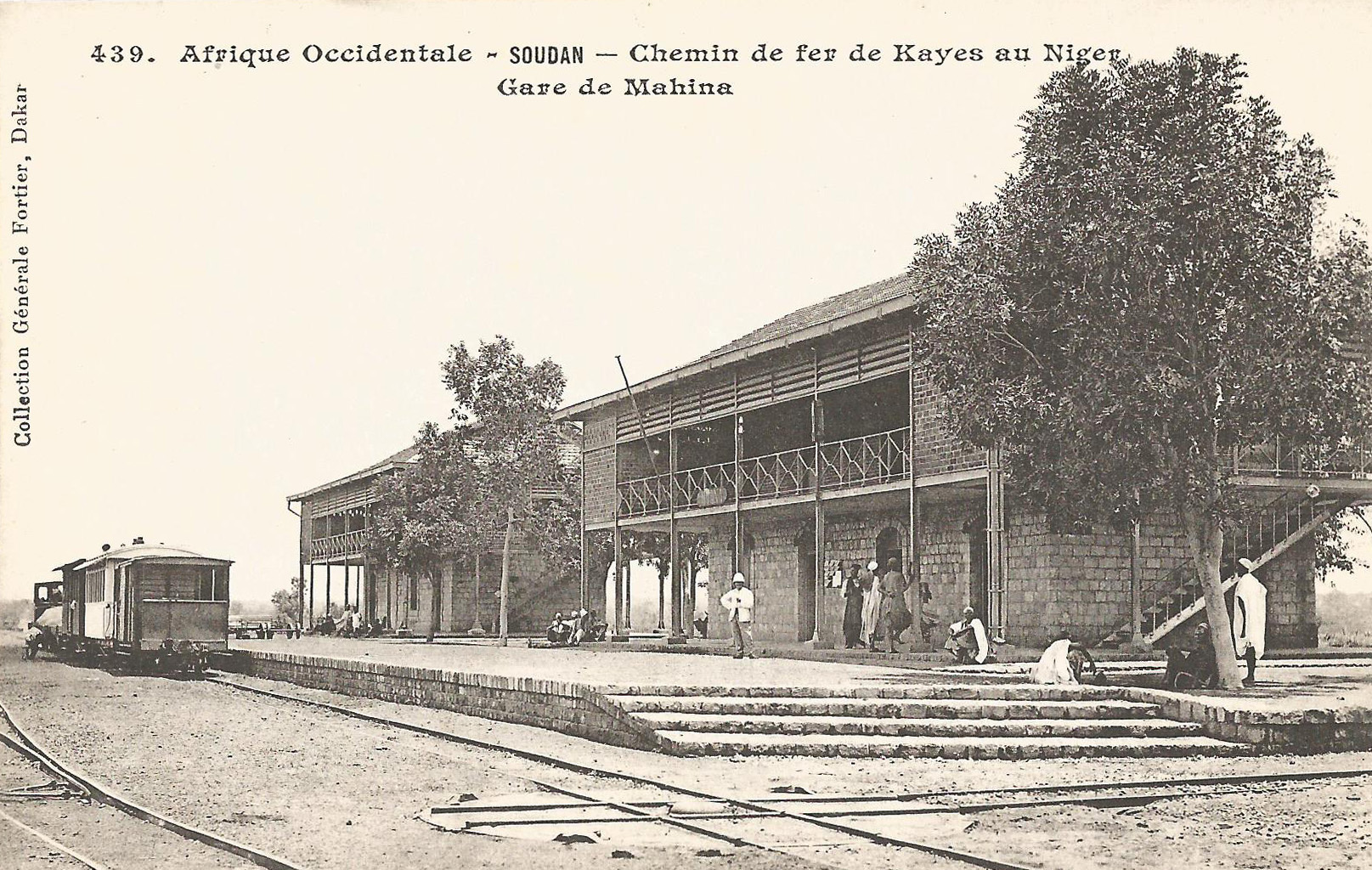
馬希納的火車站

馬希納（法語：Mahina），是馬里的城鎮，位於該國西部，由卡伊區的巴富拉貝省負責管轄，面積2,066平方公里，海拔高度165米，2009年人口26,754，人口密度每平方公里12.9人。